# 크로노스 (우주선)
크로노스는 대기권 돌입 탐사선과 토성 고리 관측선 등으로 구성된 토성을 탐사하는 토성 탐사선이다. 2009년 NASA와 ESA의 합작 형태로 발사하기로 결정했다. 하지만 계속 진척이 계속되며 발사일은 무기한 연기되었다.

## 역사와 제작배경
카시니 하위헌스 발사 이후 두 번째로 NASA가 ESA에게 합작 토성 탐사를 하자고 제안했으며, 이에 ESA는 제안을 받아들였다. 이후, 이름은 그리스 신화에 나오는 티탄 중의 하나인 크로노스로 하기로 결정되었다. 하지만 계속 진척이 계속되며 사실상 취소상태에 다다르게 되었다.

## 발사
프로젝트가 2009년에 시작되었으나, 계속 진척되어 발사 계획은 아무것도 정해지지 않았다.

## 지원, 개발, 투자
- NASA
- ESA
- JPL